# Lars Högberg
Lars Gustaf Högberg, född den 24 december 1936 i Örebro, död den 28 augusti 2019 i Uppsala, var en svensk fysiker, ingenjör och 1989–1999 generaldirektör för Statens kärnkraftinspektion.
Högberg blev filosofie licentiat i plasmafysik vid Uppsala Universitet 1961 och efter en tid som forskare och lärare vid fysiska institutionen arbetade han 1965–1980 vid Försvarets forskningsanstalt, FOA. Jämsides fick han flera uppdrag som sekreterare i statliga utredningar. Bland annat var han huvudsekreterare i Energi- och miljökommittén 1976 och i Reaktorsäkerhetsutredningen 1979. År 1980 blev han anställd vid SKI, Statens kärnkraftinspektion, där han sedan var generaldirektör under perioden 1989–1999.
Högberg hade många internationella uppdrag inom kärnkraftssäkerhetsområdet, bland annat som ledamot av INSAG - IAEA International Nuclear Safety Advisory Group, president för första granskningsmötet 1999 för den internationella konventionen om kärnsäkerhet (Convention on Nuclear Safety) och ordförande i styrelsen för OECD Nuclear Energy Agency. 2001 ledde han granskningen av kärnsäkerhet i de dåvarande kandidatländerna i Central- och Östeuropa inför EU:s utvidgning - den granskning som till exempel ledde fram till att äldre ryska reaktorer i Litauen (Ignalina) och Bulgarien (Kozluduy) stängdes före eller i anslutning till inträde i EU. Högberg medverkade också vid utveckling av lagar och säkerhetsföreskrifter när Förenade Arabemiraten under 00-talet påbörjade arbetet att skaffa kärnkraft.
Lars Högberg är begravd på Uppsala gamla kyrkogård.

## Utmärkelser
- 1991 – Invald i Kungliga Ingenjörsvetenskapsakademien
- 2014 – Sveriges kärntekniska sällskaps hederspris "för sina insatser som huvudsekreterare för reaktorsäkerhetsutredningen som följde olyckan i TMI 1979. Utredningen gav nyckelpolitiker tilltro till det svenska kärnkraftprogrammet och kunde därmed fullfölja dessa planer. Vidare var Lars Högberg drivande till utvecklingen och införandet av filtrerad tryckavlastning som nu finns på alla svenska reaktorer och som lovordats internationellt. Han såg även till att interaktionen mellan människa och teknik (MTO) fick erforderlig uppmärksamhet inom det svenska kärnkraftssäkerhetsarbetet, liksom införandet av reaktorspecifik probabilistisk säkerhetsanalys. Som generaldirektör för Statens Kärnkraftsinspektion under åren 1989–1999 bidrog han starkt till att bygga upp en struktur och kompetens hos myndigheten som erhållit internationellt erkännande. Bland hans internationella åtaganden kan nämnas att Lars Högberg har varit drivande i bildandet av ett regulativt kärnsäkerhetsramverk för Förenande Arabemiraten. Lars Högberg har även varit djupt engagerad inom IAEA samt ledamot av styrkommittén inom OECD Nuclear Energy Agency." [10]